# Гарбузин (Чернігівський район)
Гарбузи́н — село в Україні, у Козелецькій селищній громаді Чернігівського району Чернігівської області. Населення становить 136 осіб (2014). До 2020 року орган місцевого самоврядування — Олексіївщинська сільська рада.

## Історія
Офіційна дата заснування — 1750 рік, однак задовго перед тим у польській люстрації Остерського староства (1636) серед 70 військовозобов'язаних бояр були згадані Фурс Гарбуза, а також Матвій та Сава Гарбузенки. Саме поселення під назвою Горбузин хутор (як і багато навколишніх поселень) було згадане в переписній книзі Малоросійського приказу (1666). Також наведено відомості про мешканців хутора:
|  | Θедка Еременко, у него 2 вола да лошадь. Леонко Михайловъ сынъ Горячей, у него вол да 2 лошади. Радка Михайловъ сынъ Горячка, у него 2 лошади. Карпушка Несынов, у него вол. |

12 червня 2020 року, відповідно до розпорядження Кабінету Міністрів України № 730-р «Про визначення адміністративних центрів та затвердження територій територіальних громад Чернігівської області», Олексіївщинська сільська рада об'єднана в Козелецьку селищну громаду.
19 липня 2020 року, в результаті адміністративно-територіальної реформи та ліквідації Козелецького району, село увійшло до складу Чернігівського району Чернігівської області.

## Населення
1901 - 294 особи.

### Мова
Розподіл населення за рідною мовою за даними перепису 2001 року:
| Мова       | Кількість | Відсоток |
| ---------- | --------- | -------- |
| українська | 157       | 97.52%   |
| російська  | 4         | 2.48%    |
| Усього     | 161       | 100%     |